# Kněžna z Asturie
Asturská kněžna či kněžna z Asturie (španělsky Príncesa de Asturias) je hlavní titul náležící manželce následníka španělské koruny. Od roku 2004 do roku 2014 byla nositelkou titulu asturské kněžny Letizia Ortiz Rocasolano, současná španělská královna a manželka krále Felipeho VI.

## Vznik titulu
Titul byl vytvořen v roce 1388 pro budoucího kràle Jindřicha III. Kastilského a jeho manželku Kateřinu z Lancasteru. Součástí paktu bylo udělení mladému páru titulu knížete a kněžny z Asturie po vzoru titulu anglického trúnu knížete z Walesu. Titul měl patřit oficiálnímu následníkovi kastilského trůnu. Prvním knížetem z Asturie byl tedy mladý Jindřich Kastilský a jeho první žena, která se stala kněžnou z Asturie sňatkem, byla jeho manželka Kateřina z Lancasteru.

## Seznam kněžen z Asturie sňatkem
Toto je seznam kněžen z Asturie, které byly nositelkami titulu sňatkem s knížaty z Asturie:
| Portrét | Jméno                              | Narození           | Sňatek             | Kněžnou od         | Kněžnou do                                    | Úmrtí              | Manžel           |
| ------- | ---------------------------------- | ------------------ | ------------------ | ------------------ | --------------------------------------------- | ------------------ | ---------------- |
|         | Kateřina z Lancasteru              | 31. března 1373    | 17. září 1388      | 17. září 1388      | 9. října 1390 stale se královnou              | 2. června 1418     | Jindřich (III.)  |
|         | Blanka Navarrská                   | 4. června 1424     | 16. října 1440     | 16. října 1440     | 27. července 1453 rozvod                      | 2. prosince 1464   | Jindřich (IV.)   |
|         | Markéta Habsburská                 | 10. ledna 1480     | 3. dubna 1497      | 3. dubna 1497      | 4. října 1497 smrt manžela                    | 1. prosince 1530   | Jan              |
|         | Marie Manuela Portugalská          | 15. října 1527     | 15. listopadu 1543 | 15. listopadu 1543 | 12. července 1545                             | 12. července 1545  | Filip (II.)      |
|         | Marie I. Tudorovna                 | 18. února 1516     | 25. července 1554  | 25. července 1554  | 16. ledna 1556 stala se královnou             | 17. listopadu 1558 | Filip (II.)      |
|         | Alžběta Bourbonská                 | 22. listopadu 1602 | 25. listopadu 1615 | 25. listopadu 1615 | 31. března 1621 stala se královnou            | 6. října 1644      | Filip (IV.)      |
|         | Luisa Alžběta Orleánská            | 11. prosince 1709  | 20. ledna 1722     | 20. ledna 1722     | 14. ledna 1724 stala se královnou             | 16. června 1742    | Ludvík (I.)      |
|         | Barbara Portugalská                | 4. prosince 1711   | 20. ledna 1729     | 20. ledna 1729     | 9. července 1746 stala se královnou           | 27. srpna 1758     | Ferdinand (VI.)  |
|         | Marie Luisa Parmská                | 9. prosince 1751   | 4. září 1765       | 4. září 1765       | 14. prosince 1788 stala se královnou          | 2. ledna 1819      | Karel (IV.)      |
|         | Marie Antonie Neapolsko-Sicilská   | 14. prosince 1784  | 4. října 1802      | 4. října 1802      | 21. května 1806                               | 21. května 1806    | Ferdinand (VII.) |
|         | Marie Mercedes Bourbonsko-Sicilská | 23. prosince 1910  | 12. října 1935     | 12. října 1935     | 15. ledna 1941 se stala hraběnkou z Barcelony | 2. ledna 2000      | Jan              |
|         | Sofie Řecká                        | 2. listopadu 1938  | 14. května 1962    | 14. května 1962    | 22. listopadu 1975 stala se královnou         | -                  | Juan Carlos (I.) |
|         | Letizia Ortiz Rocasolano           | 15. září 1972      | 22. května 2004    | 22. května 2004    | 19. června 2014 stala se královnou            | -                  | Filip (VI.)      |